# Carrier Air Wing Six
6ème Escadre aérienne embarquée
Le Carrier Air Wing Six (CVW-6) était une escadre aérienne embarquée de l'US Navy, dont l'histoire opérationnelle s'étend du milieu de la Seconde Guerre mondiale à la fin de la guerre froide.

## Historique
Créé en 1943 sous le nom de Carrier Air Group Seventeen (CVG-17), il sera renommé plusieurs fois au cours de sa création, y compris Carrier Air Group Six (CVG-6) comme deuxième unité à être ainsi désignée. Le premier Carrier Air Group SIX a servi pendant un peu plus de deux ans pendant la Seconde Guerre mondiale, mais s'est inspiré de l'histoire de l'Enterprise Air Group créé en 1938 et actif dans les premières batailles de la guerre du Pacifique, dissous après la première année du conflit. 
Pendant son embarquement sur l'USS Enterprise (CV-6), il fut le seul groupe aérien basé sur un porte-avions de l'US Navy à effectuer trois tours de service complets pendant la Seconde Guerre mondiale.